# 羽衣石南条記
『羽衣石南条記』（うえしなんじょうき）は、江戸時代の享保7年（1722年）に成立した全2巻の軍記物。編著者は蘆葉舎似猿人。異本に『南条民語集』がある。

## 概要
伯耆南条氏10代の歴史を中心に記し、上巻の「羽衣石南条記の由来」から始まり、下巻の「似猿問答」「南条家法名」で終わる。内容は『伯耆民談記』、『陰徳太平記』からの引用が多く見られ、独自色はそれほど強くない。このほか、10代当主・元忠の記述に関しては『難波戦記』などから引用したことを「似猿問答」の中で編者が明らかにしている。また、軍記物の特徴を色濃く持っているため「史料」として扱うのは難があるが、南条氏に関する貴重な書物の一つであることには変わりはない。

## 編著者について
編著者の蘆葉舎似猿人は、異本『南条民語集』によれば本名を矢吹某といい、享保年間の人とされる。生没年は不明であるが、伯耆河村郡の長和田（なごうた、現在の鳥取県東伯郡湯梨浜町長和田）の地に移ってから、羽衣石南条氏に関する伝承や当時伝わっていた史料を収集し、同書の執筆を始めたといわれる。『南条民語集』も矢吹の著書とされている。